# Edmundo Piaggio
Edmundo Piaggio (3. října 1905 Lanús – 27. července 1975 tamtéž) byl argentinský fotbalista, který hrál jako obránce.

## Klubová kariéra
Hrál za argentinské kluby CA Lanús a CA Boca Juniors.

## Reprezentační kariéra
Reprezentoval Argentinu. V roce 1929 hrál na mistrovství Jižní Ameriky, které Argentina pořádala a následně i vyhrála. O rok později byl součástí týmu, který vybojoval stříbrnou medaili na Mistrovství světa 1930.